# ラオス

ラオス人民民主共和国
ສາທາລະນະລັດ ປະຊາທິປະໄຕ ປະຊາຊົນລາວ

国の標語：ສັນຕິພາບ ເອກະລາດ ປະຊາທິປະໄຕ ເອກະພາບ ວັດທະນາຖາວອນ
 （ラーオ語: 平和、独立、民主主義、統一、繁栄）
国歌：ເພງຊາດລາວ（ラーオ語）
ラオス国歌

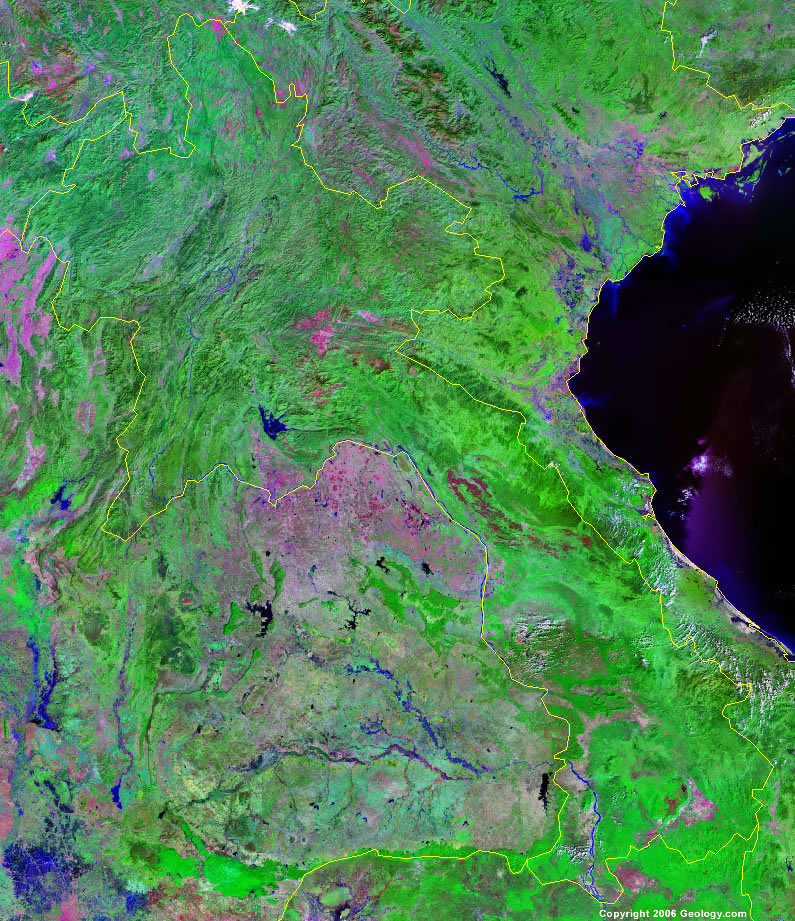
ラオスの衛星写真。

ラオス人民民主共和国（ラオスじんみんみんしゅきょうわこく、ラーオ語: ສາທາລະນະລັດ ປະຊາທິປະໄຕ ປະຊາຊົນລາວ、英語: Lao People's Democratic Republic）、通称ラオスは、東南アジアのインドシナ半島に位置する社会主義共和制国家。ASEAN加盟国、フランコフォニー国際機関参加国である。通貨はキープ、人口約733万人、首都はヴィエンチャン。
ASEAN加盟10カ国中、唯一の内陸国。面積は日本の約63%に相当し、国土の約70％は高原や山岳地帯である。北は中国、東はベトナム、南はカンボジア、南西はタイ、西はミャンマーと国境を接する。計画経済から社会主義市場経済に移行したが、ラオス人民革命党による一党独裁が続いている。

## 概要
1353年にラオ人最初の統一国家であるランサン王国が成立。18世紀初めに3王国に分裂。1770年代末に3王国はタイに支配されたが、1893年にフランスがタイにラオスへの宗主権を放棄させて植民地化し、1899年にフランス領インドシナ（仏印）に編入された。この時に現在の領域がほぼ定まった。第二次世界大戦中の日本軍による仏印進駐や第一次インドシナ戦争などを経てインドシナ半島におけるフランス植民地体制が崩壊過程に入る中で1949年にフランス連合内でラオス王国として独立、ついで1953年に完全独立した。
その後パテト・ラオなどの左派と王政を支持する右派、中立派に分かれてラオス内戦が発生したが、ベトナム戦争後に右派が没落し、1975年に王政は廃され、社会主義体制のラオス人民民主共和国が成立した。
その政治体制はラオス人民革命党（パテト・ラオの政党）による一党独裁体制である。『エコノミスト』誌傘下の研究所エコノミスト・インテリジェンス・ユニットによる民主主義指数は世界155位と下位で、「独裁政治体制」に分類されている（2019年度）。また国境なき記者団による世界報道自由度ランキングも172位と下位であり、最も深刻な国の一つに分類されている（2020年度）。
人権状況についてヒューマン・ライツ・ウォッチは、人民の基本的自由が著しく制約されていること、労働権が不在であること、薬物使用の疑いがある個人を起訴しないまま人権侵害が横行する薬物常用者拘留センターに拘禁していること、活動家を強制失踪させていることなどを問題視している。
経済面では1975年以降、社会主義計画経済のもとにあったが、ソビエト連邦のペレストロイカやベトナムのドイモイの影響を受けて1986年から「新思考」（チンタナカーン・マイ）政策と呼ぶ国営企業の独立採算制、民営企業の復活など市場経済化への経済改革を行っている。しかし経済状態は厳しく、国連が定める世界最貧国の一つである。また、中華人民共和国が主導する経済圏「一帯一路」に参加しており、中国ラオス鉄道に代表されるインフラ建設などが進んでいるが、債務を返済できなくなる「債務のワナ」に陥ることも懸念されている。
外交面では王政時代の1955年に国連に加盟し、1997年に東南アジア諸国連合（ASEAN）に加盟。1975年に社会主義体制になって以降ベトナムとの外交を軸にしてきたが、2009年以降中華人民共和国との外交を強化している。
軍事面では徴兵制度が敷かれており、ラオス人民軍の兵力は2.9万人（2020年）ほどであり、軍事費は日本円にて約30億円（2016年）ほどである。正規軍のほかにも、地方防衛用の民兵である自衛隊が10万人いると言われる。
人口は、2018年のラオス計画投資省の発表によれば701万人。住民はタイ諸族の一つであるラオ人が半数以上を占め、最も多いが、ほかにも少数民族が多数暮らしており、ベトナム人や中国人なども住んでいる。
地理としてはASEAN加盟10か国中唯一の内陸国で、面積は日本の約63%に相当し、国土の約70%は高原や山岳地帯である。その間をメコン川とその支流が流れている。国土は南北に細長く、北は中国、東はベトナム、南はカンボジア、南西はタイ、北西はミャンマーと国境を接する。

## 国名
正式名称はラーオ語でສາທາລະນະລັດ ປະຊາທິປະໄຕ ປະຊາຊົນລາວ,（ラテン文字転写: Sathalanalat Paxathipatai Paxaxon Lao 発音 [sǎː.tʰáː.laʔ.naʔ.lat páʔ.sáː.tʰiʔ.páʔ.tàj páʔ.sáː.són.láːw] 読み: サーターラナラット・パサーティパタイ・パサーソン・ラーオ）。サーターラナラットが「共和国」、パサーティパタイが「民主主義」、パサーソンが「人民」、ラーオが「ラーオ族」を意味する。通称は ລາວ（ラーオ）。
公式の英語表記は Lao People's Democratic Republic（ラウ・ピープルズ・デモクラティック・リパブリック）。ビザなどでは「Lao P.D.R」と略される。通称は Laos（ラウス、または、ラオス）。
日本語表記はラオス人民民主共和国。通称はラオス。日本での漢字表記は羅宇、老檛。一方、中国国内では「老撾（簡体字: 老挝, 拼音: Lǎowō）」と表記し「老」と省略するが、台湾、香港、マレーシア、シンガポールでは「寮國（簡体字: 寮国, 拼音: Liáoguó）」と称し、「寮」と省略する。ラオス華人の間では「寮」が広く使われており、ヴィエンチャン市内には中国語学校の名門「寮都学校」がある。また、日寮や寮華などの略称を冠する団体・企業は、ラオス国内外を問わず多数存在する。

## 歴史

### ラーンサーン王国
ラオスの歴史は、中国南西部（現在の雲南省中心）にあったナンチャオ王国（南詔）の支配領域が南下し、この地に定住者が現れた時代に始まる。王国滅亡後の1353年に、ラーオ族による統一王朝ランサン王国がファー・グム王により建国。1551年に即位したセタティラート王の時代には、首都をヴィエンチャンに移し、その勢力は現在のタイ北東部やカンボジア北部にまで及んだ。ラーンサーンとは「100万のゾウ」という意味である。昔、ゾウは戦争の際に戦車のように戦象として使われていたので、この国名は国の強大さを示し、近隣諸国を警戒させた。
17世紀には西欧との交易も開始し、ヴィエンチャンは東南アジアでも有数の繁栄を誇った。しかし18世紀にはヴィエンチャン王国、ルアンパバーン王国、チャンパーサック王国の3国に分裂。それぞれタイやカンボジアの影響下に置かれ、両国の争いに巻き込まれる形で戦乱が続いた。

### フランス植民地支配
19世紀半ばにフランス人がインドシナ半島に進出し始めたころには、ラオスの3国はタイの支配下にあった。が、ラオスの王族はフランスの力を借りて隣国に対抗しようとし、1893年に仏泰戦争が起こる。その結果、ラオスはフランスの保護国となり、1899年にフランス領インドシナに編入された。ルアンパバーン王国は保護国、それ以外の地域は直轄植民地とされた。
第二次世界大戦中は日本が仏ヴィシー政権との協定によりフランス領インドシナを占領した（仏印進駐）。大戦末期の1945年3月には日本がラオスの地に軍を入れてフランスの植民地支配を排除し、ラオスは1945年4月8日に日本の協力下で、独立を宣言をした。
だが大戦後、フランスは仏領インドシナ連邦を復活させようとしたことが原因で、1946年に第一次インドシナ戦争が勃発。1949年、ラオスはフランス連合内のラオス王国として名目上独立した。

### 独立と内戦
1953年10月22日、フランス・ラオス条約により完全独立を達成した。独立後、ラオスでは右派、中立派、左派（パテート・ラーオ）によるラオス内戦が長期にわたり続いた。ベトナム戦争にも巻き込まれ、北ベトナム（ベトナム民主共和国）による南ベトナム解放民族戦線への補給路（いわゆるホーチミン・ルート）に使われた。1973年にベトナム戦争の一方の当事者であったアメリカ合衆国がベトナムから撤退。1974年、三派連合によるラオス民族連合政府が成立したが、1975年に南ベトナム（ベトナム共和国）の首都サイゴンが北ベトナム軍により陥落すると、同年12月に連合政府が王政の廃止を宣言。社会主義国のラオス人民民主共和国を樹立した。
東西冷戦と中ソ対立という国際情勢下で、ラオス人民民主共和国は内政・外交両面でベトナムと、それを支援するソ連の影響下に置かれた。

### ラオス人民民主共和国
- 1977年12月、在ラオス日本大使館杉江清一書記官夫妻殺害事件が発生。反政府派による政治的犯行を示唆する発表がラオス国営放送から成された[31]。
- 1979年、中国共産党と関係断絶。
- 1980年、タイと国境紛争。
- 1986年、新経済政策（チンタナカンマイ）を導入。
- 1987年、タイと国境紛争（タイ空軍機1機が撃墜される）。
- 1988年、タイとの関係正常化。
- 1989年、カイソーン・ポムウィハーン首相が中国公式訪問、翌1990年の中国・李鵬首相のラオス公式訪問で、対中関係の改善。
- 1991年、憲法制定。ラオス人民革命党の一党体制維持を確認。
- 1992年2月、タイと友好協力条約を締結。7月、ベトナムとともに東南アジア諸国連合 (ASEAN) にオブザーバーとして参加。11月21日、カイソーン・ポムウィハーン国家主席（ラオス人民民主共和国の初代最高指導者）死去。
- 1997年7月23日、東南アジア諸国連合（ASEAN）に正式加盟[32]（ミャンマー加盟と同日）。

- 2006年4月30日投票の第6期国民議会（一院制、任期5年）選挙の結果選出された国会議員115人のうち114人はラオス人民革命党の党員で、非党員は1人。同年6月に招集された第6期国民議会第1回会議において、ラオス人民革命党書記長で軍出身のチュンマリー・サイニャソーンが国家主席に、ラオス人民革命党政治局員のブアソーン・ブッパーヴァンが首相に選出された。

- 2007年6月、アメリカ合衆国に亡命したミャオ族の元王国軍将軍とアメリカ軍退役少佐によるクーデター計画が発覚。関係者はアメリカ司法当局により、局外中立違反で逮捕された。

- 2010年12月23日、第6期国民議会第10回会議の閉会式において、ブアソーン首相は任期途中で辞任し、国民議会議長のトーンシン・タムマヴォンが新首相に就任した。

- 2016年3月、第8期国民議会総選挙により、ブンニャン・ウォーラチット国家主席、トーンルン・シースリット首相体制となった。

## 政治
憲法の前文で「人民民主主義」を謳い、第3条では「ラオス人民革命党を主軸とする政治制度」と規定されているなど、マルクス・レーニン主義を掲げるラオス人民革命党による社会主義国型の一党制が敷かれている。政府の政策決定は、党書記長を中心とする9人で構成される党の政治局と、49人で構成される党の中央委員会において決定される。特に重要な政策に関しては、さらに大臣の会議で審議される。

### 元首

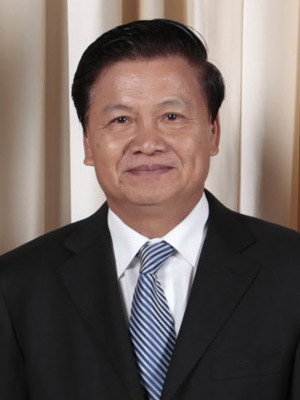
トーンルン・シースリット国家主席

国家主席を元首とする社会主義共和制国家であり、国家主席は国民議会で選出され、任期は5年。職務の補佐・代行のために国家副主席がいる。

### 行政
行政府の長は首相である。国家主席に指名され、国民議会で承認を受ける。任期は5年。副首相が3人。各省大臣、省と同格の機関の長により構成される。首相は、副大臣、県副知事、中央直轄市副市長、郡長を任免する権限を持つ。2006年7月、首相と政府を補佐し、閣議を準備し、政府に資料を提供する機関として、政府書記局が設けられた。

### 立法
立法府は一院制の国民議会。132議席で、民選、任期5年。休会期間中には国民議会常務委員会が国政監視などの権限を代行する。議席数は、1992年選挙では85、1997年選挙では99、2002年選挙では109と増やされてきた。
2018年12月6日、日本の国際協力機構（JICA）の法整備支援を受けて起案された民法が成立し、2020年に施行した。

### 司法
ラオスは宗主国であったフランスから民事法制度を継承している。司法権は最高人民法院長官に委ねられている。
最高人民法院長官は常務委員会の勧告に基づき、国会によって選出されることとなっている。

## 軍事
国防の中心はラオス人民軍が担う。ほかには民兵組織がある。2006年の国防予算は1,330万ドル。徴兵制で陸軍25,600人、空軍3,500人から成る。車輌・航空機などの装備は旧ソ連製のものを多く保有している。歴史的にベトナム人民軍と関係が深いが、近年は中国人民解放軍との交流が活発化してきている。

## 地理

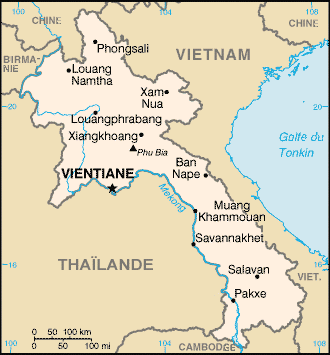
ラオスの地図

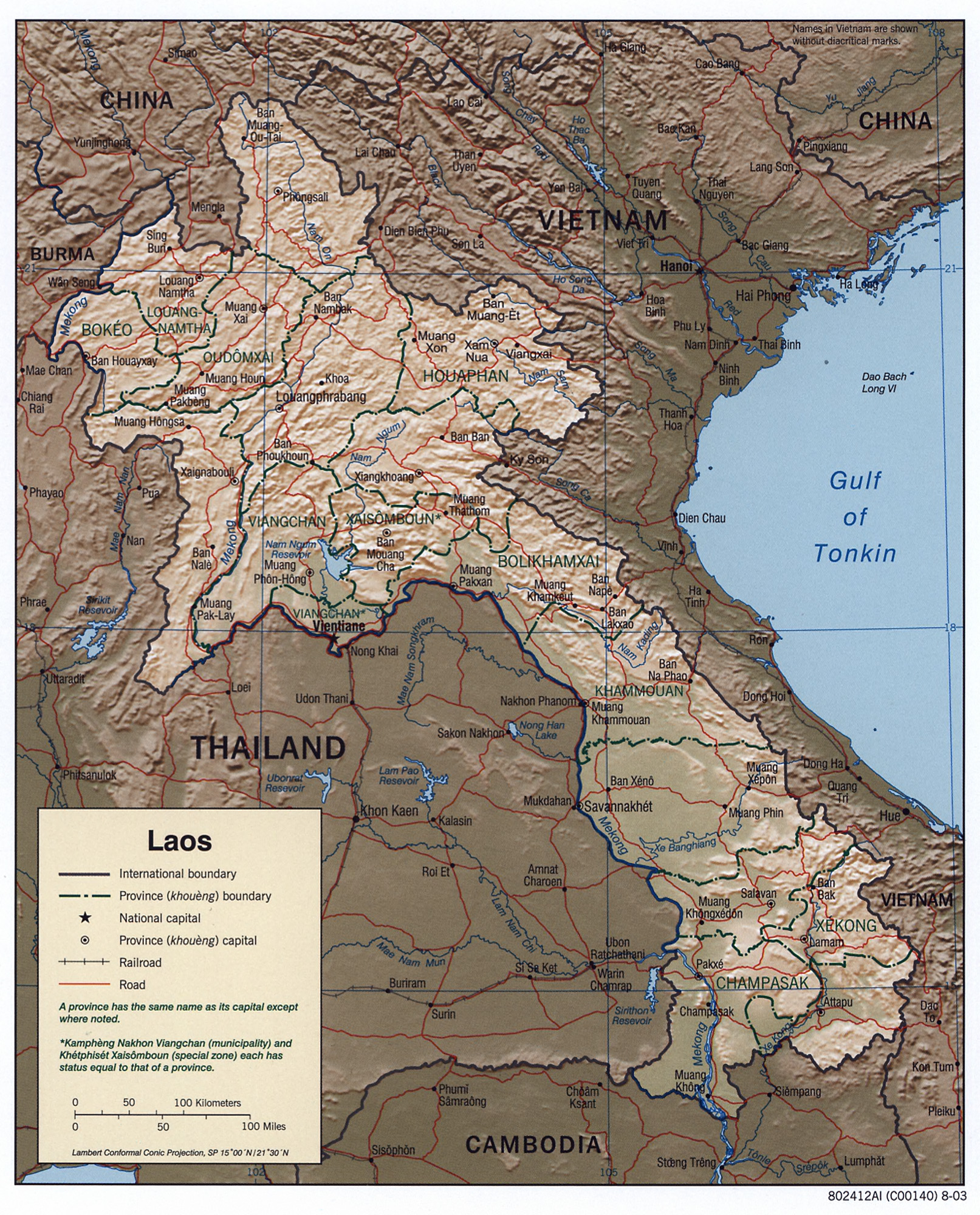
ラオスの詳細拡大地図

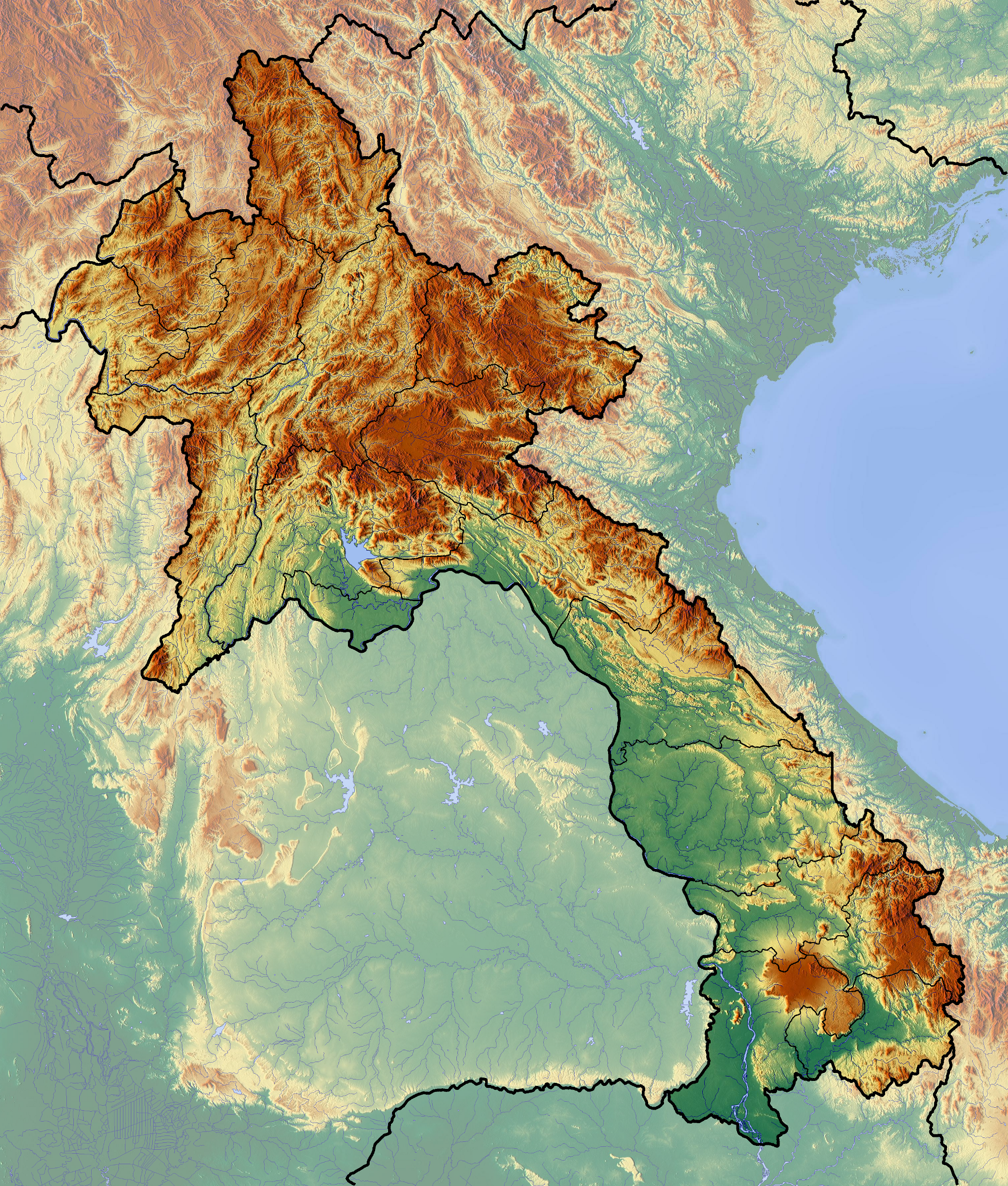
ラオスの地形図

ラオスは、海と接しない内陸国である。国土の多くが山岳で占められており、隣国に比べて比較的森林資源が多く残っていた地域であるが、急激な森林破壊が問題となっている。国土面積の61%は二次林（2006年）。そして、この森林地帯でも多くの人々が生活している。原生林は、国土面積の6%である。
ビア山（標高2817メートル）が最高峰である。

### メコン川

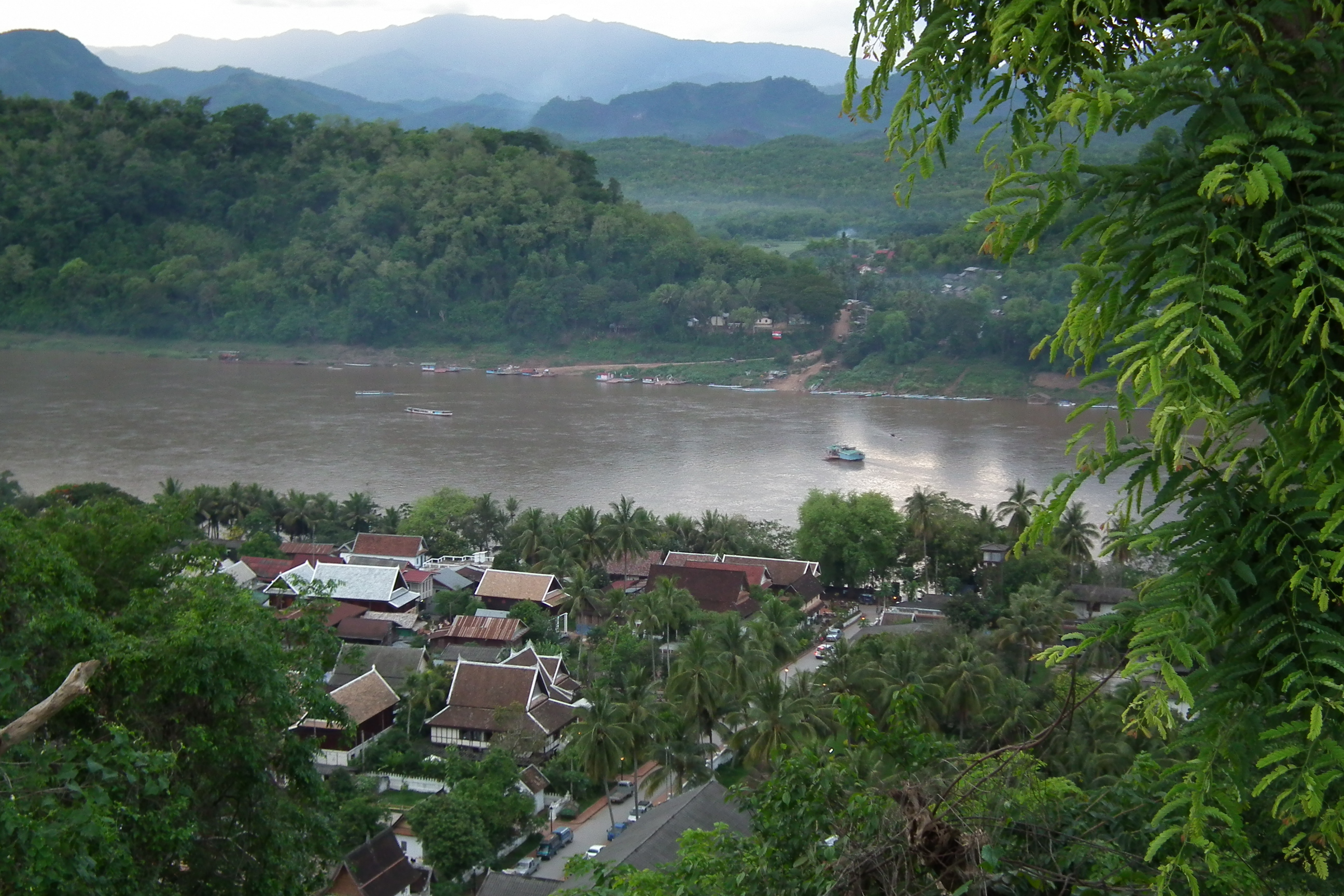
ルアンプラバーンを流れるメコン川（プーシーの丘より）

メコン川周辺には小さく平地が広がっている。メコン川はラオスを貫いて流れており、ミャンマーと、またタイとの国境をなしている。タイとの国境線の3分の2はメコン川である。また、国境として隔てるだけでなく、人や物が行き来する河川舟運にも利用されている。1866年にフランスは、雲南とサイゴンを結ぶ通商路としてメコン川を利用しようと探検隊を派遣した。探検隊は中国まで到達はしたが、カンボジアとラオスとの国境にあるコーンパペンの滝が越えがたかったので、通商路としての可能性は否定された。それでも今日（2000年代）、ヴィエンチャンと雲南・景洪（中国とラオスの国境にある）との間で物産を満載した船が行き来し、大切な交通路となっている。
メコン川の乾季と雨季の水位の差は、ヴィエンチャンで10メートルを超えることもある。乾季の終わりの4月ごろには最低の水位になり、小さな支流では水がほとんどなくなってしまい、メコン川本流でも驚くほど水位が下がってしまう。しかし、5月の雨季とともに水量が増し、8 - 9月には自然堤防を越えるほどの水量になり、低地を水で覆うほどになる。
メコン川は栄養塩類が少ないが、雨季に洪水となる後背地・氾濫原の底土からの栄養塩類を受けられる。そのため藻類やプランクトンなどが多く発生し、草食性・プランクトン食性の魚類の藻場になっている。このようなことから川には魚が多く、周囲の人たちの漁場になっている。

### 環境
ラオスは森林破壊による環境の悪化が懸念されている国の一つに数え上げられる。

#### 気候

ラオスのケッペン気候区分図

ラオスは熱帯地域の一つであり、モンスーン（季節風）の影響により、同国には明瞭な雨季と乾季がある。気候は基本としてサバナ気候である。
- 暑季は2月下旬ごろから5月。4月から5月の平均気温は30度近くあり、最高気温が40度を超える日もある。
- 雨季は6月から10月。年間総雨量のほとんどは雨季に集中する。ただし1日中雨が降り続く日は少なく、短時間に大雨が降ることが多い。
- 乾季は11月から2月下旬。北東の季節風が吹き、降雨はほとんどない。12月から1月ごろには気温が下がって冬になる。

## 地方行政区分

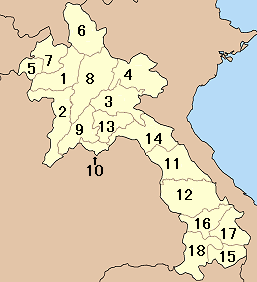
ラオスの行政区分

地方に議会を設置しないで、県知事は国家主席が、郡長は首相が、それぞれを任命するという中央集権的地方行政制度をとっている。
首都ヴィエンチャンを含む、広域ヴィエンチャン行政区であるヴィエンチャン都（ナコーンルアン・ヴィエンチャン/Prefecture）と17県（クウェーン/Province）から構成される。以前はサイソムブーン特別区（ケートピセート・サイソムブーン）が治安上の理由から首相府の直轄下に設けられていたが、2006年に廃止された。その後、サイソムブーン特別区は県に昇格して復活した。
ヴィエンチャン都と県の下には100前後の村（バーン）から成る郡（ムアン）がある。ムアンにはラーオ語で「郡」のほかに「街」という意味もあり、日本の市町村に相当するものだと考えられる。ヴィエンチャン都を除き、全ての県には県庁所在地となる郡があり、そこが県都とされている。
県都とされる郡の名称は「ポンサーリー郡」や「ルアンナムター郡」のように県の名前と合致する場合、「サイ郡」や「サマッキーサイ郡」のように県の名前とは全く異なる場合があるが、ラオス人の多くは他県のことであれば県の名称＝県都（チャンパーサック県など一部例外はあるものの）であり、一般人で県都の名称を全て正確に覚えている人は少ない。

### 北部
1. ウドムサイ県 - （サイ郡）
2. サイニャブーリー県 - （サイニャブーリー郡（英語版））
3. シエンクワーン県 - （ポーンサワン郡） - （軍事基地：ロンチェン）
4. フアパン県 - （サムヌア郡）
5. ボーケーオ県 - （フアイサーイ郡）
6. ポンサーリー県 - （ポンサーリー郡（英語版））
7. ルアンナムター県 - （ルアンナムター郡）
8. ルアンパバーン県 - （ルアンパバーン郡）

### 中部
1. ヴィエンチャン県 - （ヴィエンカム郡（ベトナム語版））（ヴィエンチャン県はヴィエンカム県に改称する決定がラオス国民議会で決議された）
2. ヴィエンチャン都 - （首都：ヴィエンチャン）
3. カムムアン県 - （ターケーク郡）
4. サワンナケート県 - （サワンナケート, 旧称：カンタブーリー郡） ラオス第二の街
5. サイソムブーン県（元特別区）
6. ボーリカムサイ県 - （パークサン郡（英語版））

### 南部
1. アッタプー県 - （アッタプー郡（英語版））（ホーチミン・ルート）
2. サーラワン県 - （サーラワン（英語版））
3. セーコーン県 - （ラマーム郡（英語版））
4. チャンパーサック県 - （パークセー郡） ラオス第二の街（ボーラウェン高原・シーパンドン）

### 主要都市
ラオスの首都はヴィエンチャンで、主要都市にルアンパバーン、サワンナケート、パークセー（パクセー）などがある。

## 交通

### 道路
都市部以外の地域においては、幹線道路の多くが舗装されていない。

### 空運
首都ヴィエンチャンにあるワットタイ国際空港には、タイ国際航空や中国南方航空などが国外から乗り入れている。国内の航空会社では、ラオス国営航空がワットタイ国際空港を拠点に国際線と国内線を運航している。過去にはラオス初の民間航空会社としてラオ・セントラル航空も事業に参入していたが、2014年に運航を停止した。

## 経済

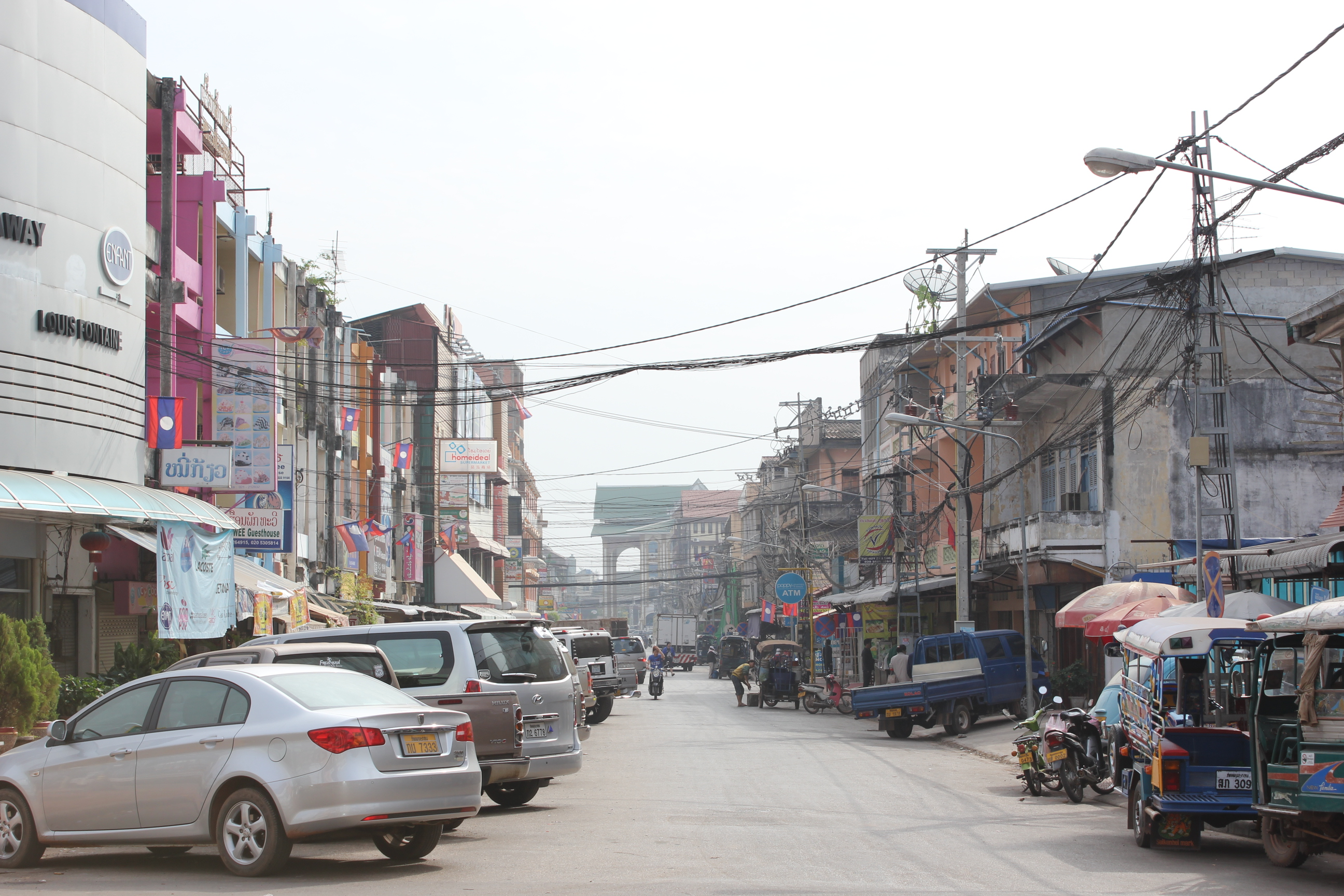
首都ビエンチャンの街並み

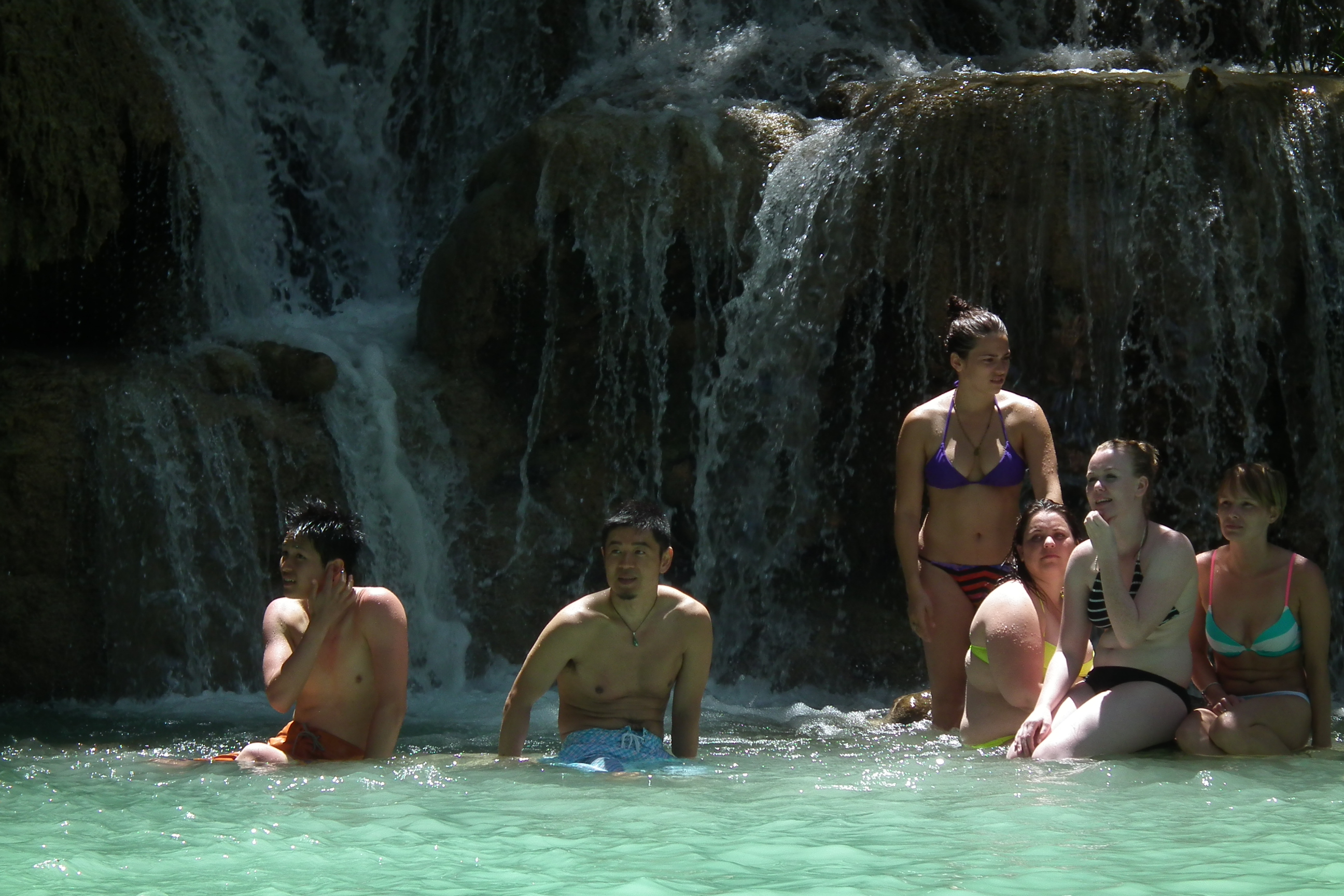
ニューヨーク・タイムズで“世界で一番行きたい国”第1位に選ばれたこともあり、東南アジア最後の秘境とも呼ばれる。世界中から多くの観光客が訪れる観光立国でもある。

主要産業は、国内総生産（GDP）の34%を占める農業である。
2021年のラオスのGDPは190億ドル。一人当たりのGDPは2,595ドル。 国際連合による基準に基づき、後発開発途上国と位置づけられている。2018年時点で1日2ドル未満で暮らす貧困層は国民の18.3%。
1975年12月にラオス人民民主共和国が樹立され、急速な社会主義化を行ったものの、タイからの国境封鎖や、1975年と1976年の旱魃などにより、激しいインフレと農産物・日用品の不足を引き起こし、1979年には社会主義建設のスピードが緩和された。
1983年に再び社会主義化を目指すが、ソ連のペレストロイカの動きと呼応して1986年には市場原理の導入、対外経済開放を基本とする新経済メカニズムが導入された。
この間、ソ連やベトナムを中心とする東側諸国からの多大な援助に依存する経済構造であった。そのため、1989年から1991年にかけて東欧諸国で起こった共産政権の瓦解は、ラオスにとっても危機であった。この時期に価格の自由化を行ったことによって、激しいインフレと通貨キープが大幅に下落するなど経済は混乱した。
ラオス政府はIMFのアドバイスの下、経済引き締め政策を実施した。また、西側先進国との関係を改善し、国際機関や西側先進国からの援助が増大した結果、1992年には経済が安定した。
1997年7月に隣国タイで始まったアジア通貨危機はラオスにも大きな影響を与え、キープは対ドルだけでなく、対バーツでも大幅に減価した。
国内ではタイバーツが自国通貨のキープと同じように流通し、バーツ経済圏に取り込まれている。米ドルも通用するので、ホテルやレストランから市場や街の雑貨屋まで、この3つのどの通貨でも支払いができる。中国国境近くでは、人民元も通用する。
1997年にルアン・パバンの町が、2001年にはチャンパサック県の文化的景観にあるワット・プーと関連古代遺産群がそれぞれ世界遺産に公式登録されたほか、政府が1999年から2000年にかけてをラオス観光年として観光産業の育成に努力した結果、観光産業が急速に発達した。
観光のほか、国土の約半分を占める森林から得られる木材、ナムグム・ダムを始めとする水力発電の隣国タイへの売電、対外援助などが主な外貨源となっている。この中でも特に水力発電によってラオスは東南アジアのバッテリーと呼ばれている。
21世紀に入り、外国企業の投資促進のため、国内に経済特別区が設けられ、2012年には10か所となった。南部パークセー郡には日系中小企業向けの特区も開設されている。中国やタイなどの賃金水準が上昇する中、安い労働力を求める企業の注目を集めている。海外からの援助や投資により、2008年には7.8%の経済成長を実現している。
とりわけ隣の大国である中国の進出は目覚ましく、官民挙げて中国から業者や労働者がラオスに流入している。2007年には、ヴィエンチャンに中国系の店舗が集まるショッピングモールが出来た。また、首都には中国が建設した公園が完成し、ダム工事など主に日本が行ってきたインフラ整備にも進出している。
2012年の世界貿易機関（WTO）加盟により関税引き下げの動きが進んでおり、また、2015年にはASEAN経済共同体のメンバーとして域内の貿易が自由化することで、物流リンクの拠点としての位置づけを高める政策がとられている。

### 農業

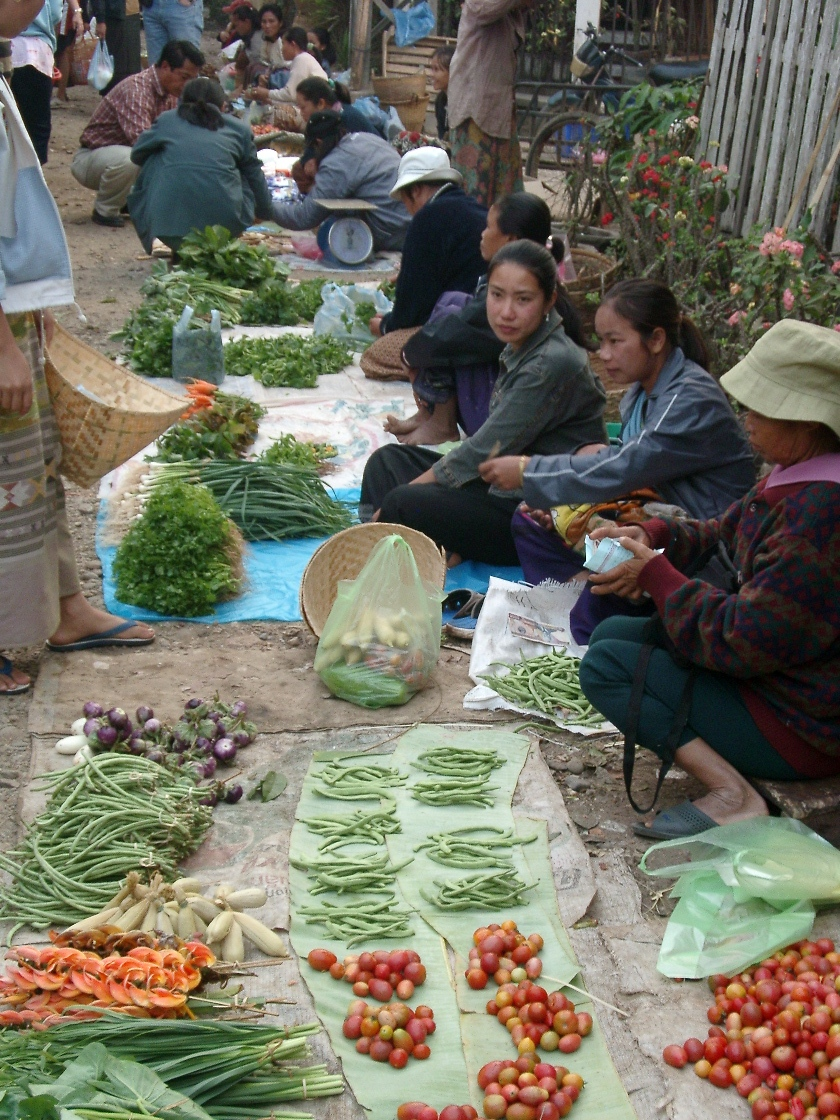
ルアンパバーンの市場

少ない人口が満遍なく分散して暮らすラオスでは、大部分の人は稲作を基盤とする農業を営んでいる。まず、自給米を確保して余剰分を販売し、現金収入とする。ラオス人の主食はもち米である。自給農業を基盤とした分散型社会である。ラオスでは、毎年約220万 - 250万トンの米が生産されている。雨季には稲作を、乾季には野菜などの栽培を行っている農家が多い。2005年の生産高は、米57万トン、野菜類77.5万トンである。労働人口の約8割が農業に従事しており、GDPは低いが食料は豊富で、飢餓に陥ったり物乞いが増えたりするといった状況にはない。「貧しい国の豊かさ」と言われるゆえんである。
稲作は、平野部で行われる水田水稲作と山地の斜面を利用した焼畑陸稲作とに大きく分けられる。水田は、小規模な井堰で灌漑し、親から子へと相続し、人々はそこに定着している。焼畑は太陽エネルギーと水循環がもたらす森林植生回復力に依存した農業であるため、土地への執着は少なく、集落内外での移住を人々はいとわない。近年は、現金収入を得やすいパラゴムノキの栽培をする地域が現れている。
メコン川流域は降雨量に恵まれて土壌が肥沃なため、葉菜類の栽培も多い。パクセー市郊外のボーラウェン高原は良質なコーヒー、キャベツ、ジャガイモの産地であり、コーヒーはラオス最大の輸出農作物となっている。また、近年まで農薬や肥料の使用がされてこなかったことから、無農薬栽培の作物を育てて輸出する動きもある。

### 林業
ラオスの山林にはマホガニーやチークなどの木材が豊富だが、19世紀からフランスが徹底的に伐採した。現在ではマツが主に日本に輸出されている。ラオス高地のマツは樹齢数百年という巨大で良質なものが多く、年間3万立方メートルの山林が伐採されて日本へ送られる。2, 3級のクズ材は、ラオス国内とベトナムのバイヤーに売られる。マツとともに常緑森林が根こそぎ伐採されるため、保水機能が大きく損なわれて大きな問題となっている。

### 鉱業・エネルギー
ラオスの鉱業資源は未開発な段階にある。例えば、肥料の原料などに利用できるカリ岩塩の大規模な鉱床が発見されており、面積は30km2に及ぶ。スズ鉱床の埋蔵量は100億トンに及ぶと見積もられている。アンチモン、硫黄、金、タングステン、鉄、銅、鉛、マグネシウム、マンガンの鉱床も発見されている。
しかしながら、険しい山脈が縦横に広がる国土、未整備な交通インフラなどのため、2003年時点では、石炭（29万トン）、スズ（300トン）、塩（5000トン）に留まっている。唯一開発が進んでいるのは宝石であり、1991年にはサファイアの生産量が3万5000カラットに達した。
ラオスは落差が大きい河川が多い割には人口が少なく、工業の発展が遅れている。このため水力発電所の建設が相次ぎ、タイなどに電力を輸出している。ただ国内の送電網整備が遅れているため、売り先のタイから電力を輸入する矛盾も抱えている。

### 製造業
内陸国であり、外洋に面した港を持っていない。メコン川は大型船も航行できる川幅はあるが、ラオス南部にコーンパペンの滝群があるため、外海から遡上できない。こうした物流面でのハンディは、外海に面した港湾を持つ周辺諸国との道路・鉄道整備により克服されつつある。このため、賃金上昇や人手不足に直面しているタイに比べて労働力が豊富で人件費が安い「タイ＋1（プラスワン）」の対象国として、カンボジアやミャンマーともに注目されている。ただ現状では製造業は発展途上で、市場に並ぶ工業製品の大半はタイ製か中国製である。
かつて近代的な設備を備えた大きな工場は、ビールや清涼飲料水などを生産する国営のメーカー「ビア・ラオ」が目立つ程度であった。ラオスの酒といえば米を原料とする焼酎ラオ・ラーオがあるが、生産は家内制手工業レベルにとどまる。伝統的な織物も名高いが、多くは農家の女性たちの副業として手作業により作られている。

### 観光業
1986年のソ連のペレストロイカの影響を受け、ラオスでもチンタナカーン・マイ（新思考）と呼ばれる市場経済導入が図られた。これは、中国の改革開放、ベトナムのドイモイ（刷新）と同様の、社会主義体制の中に資本主義のシステムを取り入れようという試みである。共産主義政権樹立以降ほぼ鎖国状態にあったラオスであったが、チンタナカーン・マイ以降自由化と開放が進み、上記の経済の項目にある通り、政府がラオス観光年を設定しプロモーションを行って観光産業の育成に努力した結果、観光産業が急速に発達した。ルアン・パバンの町とワット・プーなどの2つの世界文化遺産や、ジャール平原、多くの仏教寺院などが年間300万人を超える外国観光客を呼び、外貨獲得の大きな産業となっている。プロモーションのため、日本では2007年9月23日-24日、東京の代々木公園でラオスの魅力を紹介する第1回ラオスフェスティバル2007が開催された。

## 国民

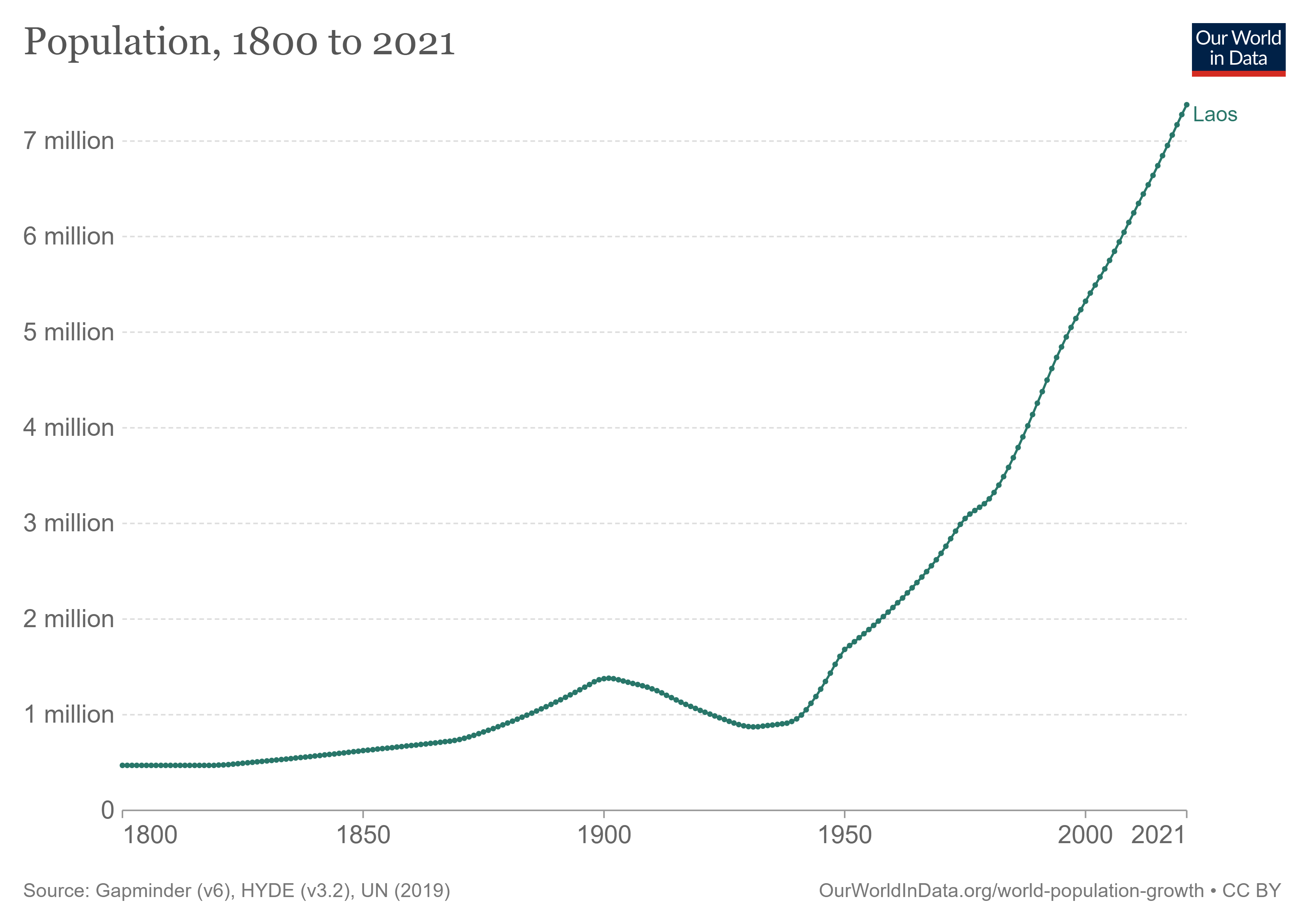
ラオスにおける人口統計の推移

2021年時点での人口は733万人であり、2000年以降は年10万人ペースで右肩上がりに着実に増加している。

人口密度は、1km2辺り24人。ちなみに、ベトナムは256人、タイは132人、中国・雲南省は114人、カンボジアは82人、ミャンマーは74人であり、ラオスは人口が少ないことが分かる。ラオスには、大きい人口を抱える広大な地域がない。たとえばベトナムの紅河デルタ、メコンデルタ、タイのチャオオプタデルタ、ミャンマーのイワラジデルタのような政治・経済の中心地になる地域がない。最大の人口を抱える首都ヴィエンチャンでも人口71万人である。国全体の人口も、隣国ベトナムのハノイやホーチミン一都市を下回る。

### 民族

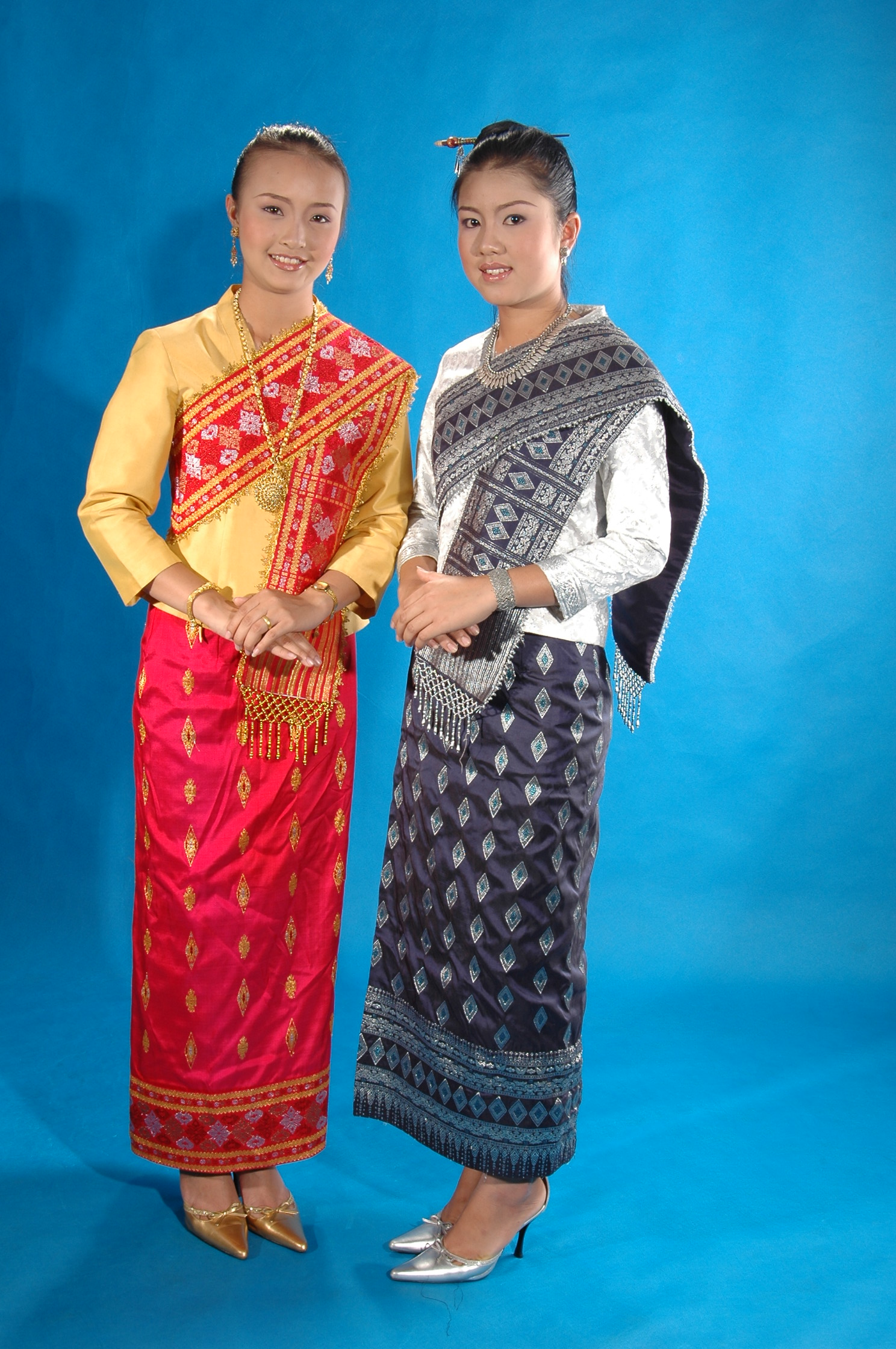
伝統衣装であるシンを着たラオスの女性

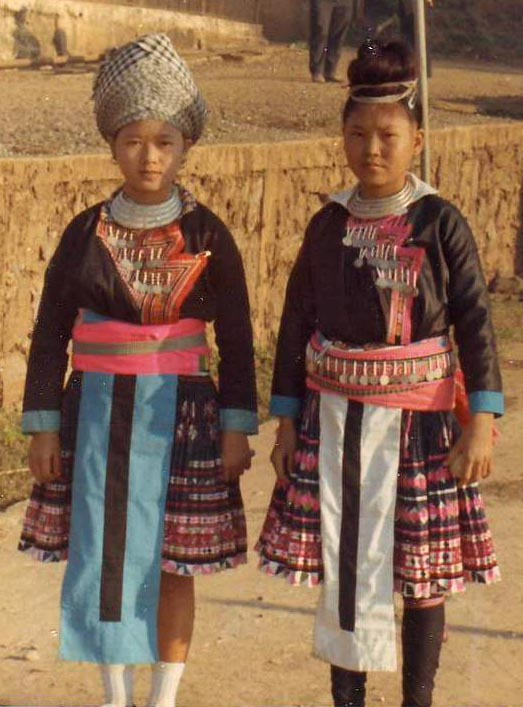
モン族の少女たち（1973年撮影）

一番多いのは人口の半分以上を占めるラオ族（ラーオ族）であり、それに50程度の少数民族が続く。しかし、ラオス政府はラオス国籍を持つ者を一様にラオス人として定義しているため、公式には少数民族は存在しない。
1950年以降は次のように大きく3つに分けられており、それぞれの人口比率は60対25対15である。その区分の有効性は疑わしいが、この区分が国民の間に広まっている。
ラオス政府の定義するラオス人は住む地域の高度により、低地ラーオ族（ラーオルム、国民の約7割、ラオス北部の山間盆地）、丘陵地ラーオ族（ラーオトゥン、国民の約2割、山麓部に居住、水田水稲作と焼畑の両者を組み合わせ）、高地ラーオ族（ラーオスーン、国民の約1割、山深くに居住、陸稲・トウモロコシを焼畑で栽培）に分けられる。
低地ラーオ族
川の流域の平野、平地に住む人々、国勢調査（2005年）8民族。タイ族系民族。ラオスの先住民ではない。メコン河沿いのルアンパバーン、サワンナケート、チャムパーサックの平野、シェンクワンやカムムアンの高原などに居住し、人口を増やしていった。水田水稲作、高床住居、天秤棒で運搬、母系制、上座部仏教信仰。
丘陵地ラーオ族
産地の中腹、丘陵地に住む人々、モン族 (Mon)・クメール系民族。ラオスの先住民族。北から南の山の中腹（300 - 800メートルくらい）にラオス中に広く居住。特に南部に多い。山の斜面で焼畑、狩りに長じる森の民族。国勢調査（2005年）32民族。最多がクム族の61万人、最少はクリー族が500人未満（1995年統計よりさらに減少）。存亡が危惧される民族も多い。南部の世界遺産プラーサート・ワット・プーその他のクメール遺跡を残す。
高地ラーオ族
山の高地、頂上近くに住む人々、モン族 (Hmong)・ミエン（Mien, メオ・ヤオ）系民族、チベット・ビルマ系民族。ラオスで一番新しい住民たちで、18世紀から19世紀にかけて、中国の雲南省や四川省などから移住してきた人々である。中国清朝時代の少数民族に対する圧政に耐えかねて逃れてきた人々も多い。中国、ベトナム、タイ、ミャンマーなどの国境の山岳地帯にまたがって、広がって住んでいる民族である。これらの民族は、焼畑でうるち米やトウモロコシを作って生活している。文字を持っていない。
実際には、フアパン県にカム族、タイデン族、タイダム族、モン族、青モン族、黒モン族、ヤオ族が、ウドムサイ県にはモン族が、 ポンサーリー県にはアカ族とタイダム族が、ルアンナムター県にはランテン族、黒タイ族、タイルー族、タイダム族、アカ族、イゴー族、ヤオ族、モン族が住んでいる。
このような標高による住み分け分布ができたのは、紀元前からモン・クメール系の人々がこの地域に暮らしていたが、9世紀ごろからタイ系の人々が南下してきたことに端を発する。その後、清代末期の19世紀後半からモン・ミエン系やチベット・ビルマ系の人々が中国南部から移住してきた。漢人の支配・干渉を嫌い移住してきたと言われている。

### 言語
各民族語が話されているが、公用語に定められているのはラオス語（ラーオ語）である。ラーオ語とタイ語は同一言語に属する個別の地域変種の関係（平たく言えば、ラーオ語とタイ語はそれぞれが互いに方言関係）にあるが、ラオスではタイからの影響力を遮断するため、ラーオ語の独立性を強調する傾向にある。
英語は、ホテルや旅行者向けのレストランなどではほぼ通じる。また、フランス式教育を受けた者や政府幹部、エリートなどにはフランス語も通用する。

### 婚姻
ほとんどの女性が夫の姓に改姓する（夫婦同姓）が、改姓しない女性もいる（夫婦別姓）。また、一夫多妻制が事実上公認されている。ラオスでは憲法と家族法では一夫多妻制の法的承認を禁止しており、一夫一婦制がこの国の主要な結婚形態であると規定している。しかし、一夫多妻制自体は違法とされているものの、一部のモン族の間では一夫多妻制が今でも慣習として残っていることから、罰則は軽いものとなっている。

### 宗教

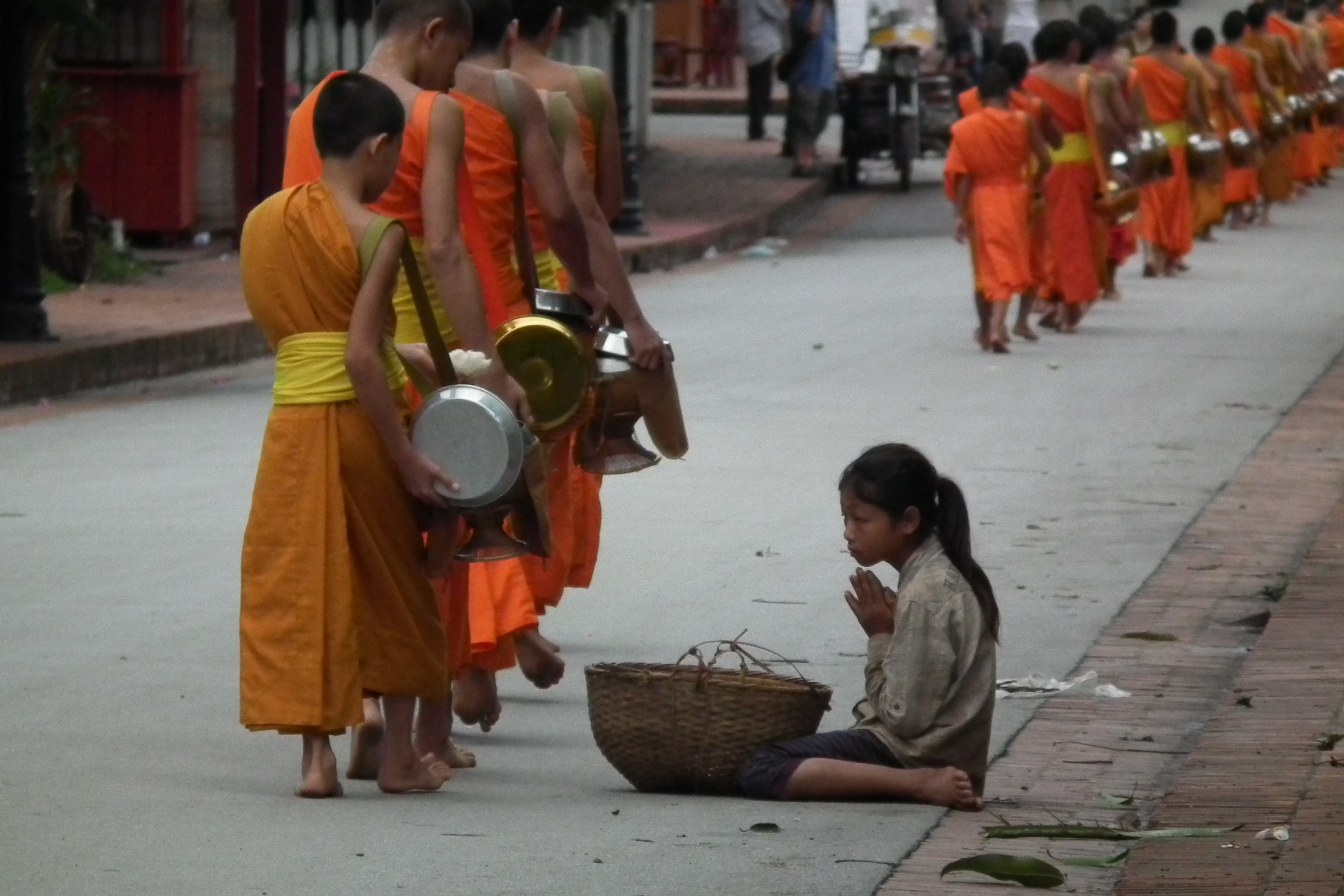
19世紀まで続いていたラーンサーン王朝では仏教が国教とされていた。ルアンパバーンでは現在でも毎朝、僧侶による托鉢が見られる。

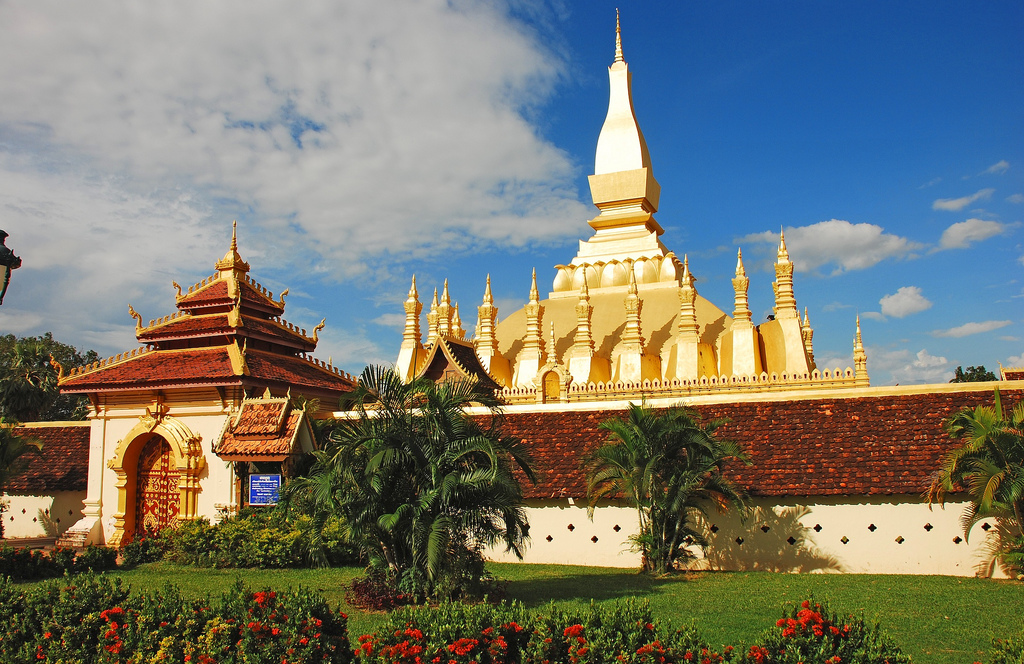
タート・ルアンはラオスを代表する仏塔の一つである。ラオスのシンボルであり、国章にもタート・ルアンが描かれている。

宗教は上座部仏教が60%、アニミズムやその他の宗教が40%であるが、しばしば仏教とアニミズムが混同されて信仰されていることがある。その他ラオス南部ではキリスト教も信仰されている。
19世紀まで続いていたラーンサーン王朝では仏教が国教とされていた。しかし、ラオス人民民主共和国成立後、仏教は特別な保護を受けなくなった。ただし、農村の地域コミュニティーと仏教寺院は密接な関係を保ち続けている。そのため、ラオス人民革命党も「党の理念・思想と一致する」と明言するなど、仏教との関係を意識している。

### 教育

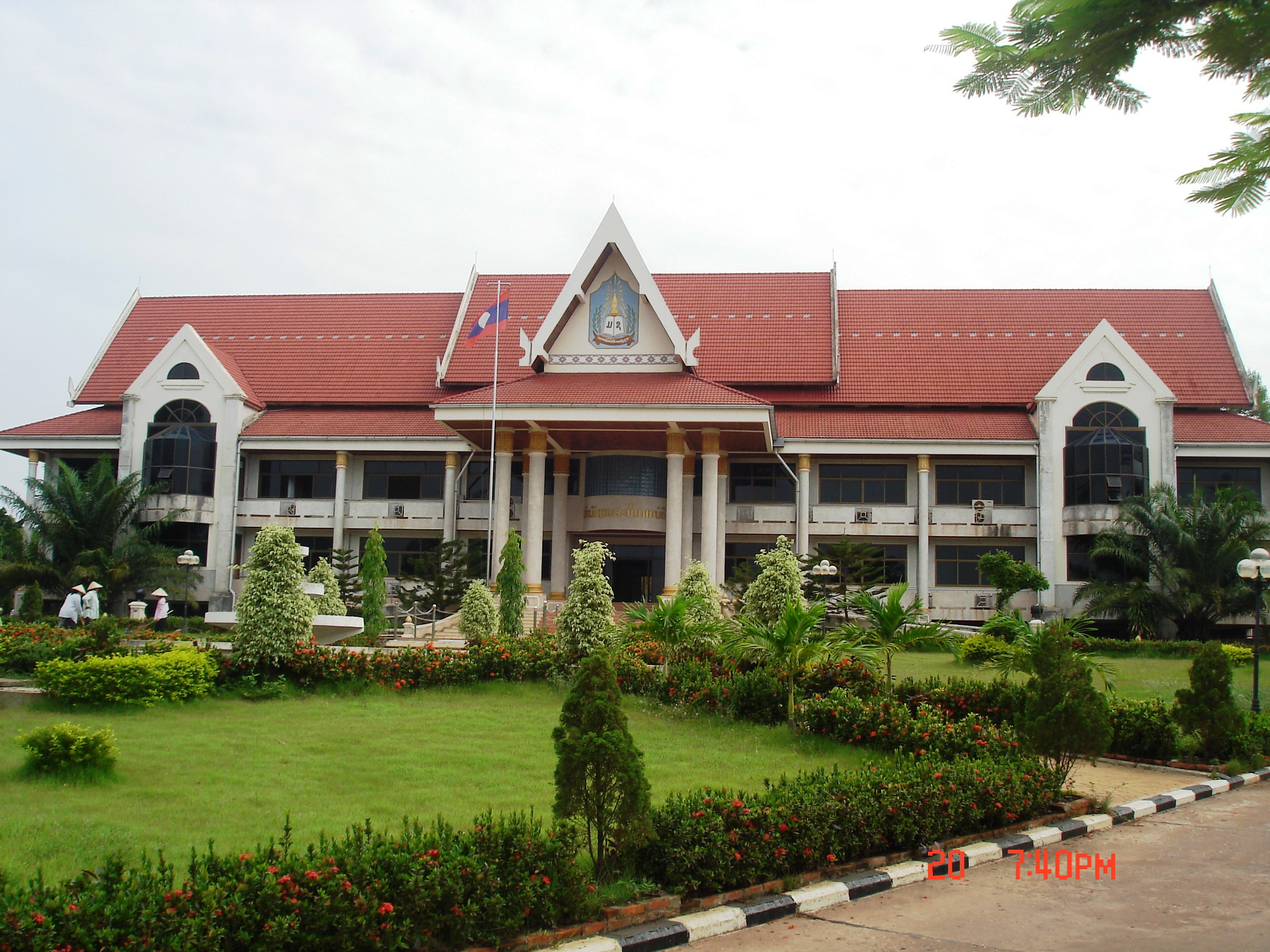
ラオス国立大学
この大学は首都ヴィエンチャンに在る

### 保健

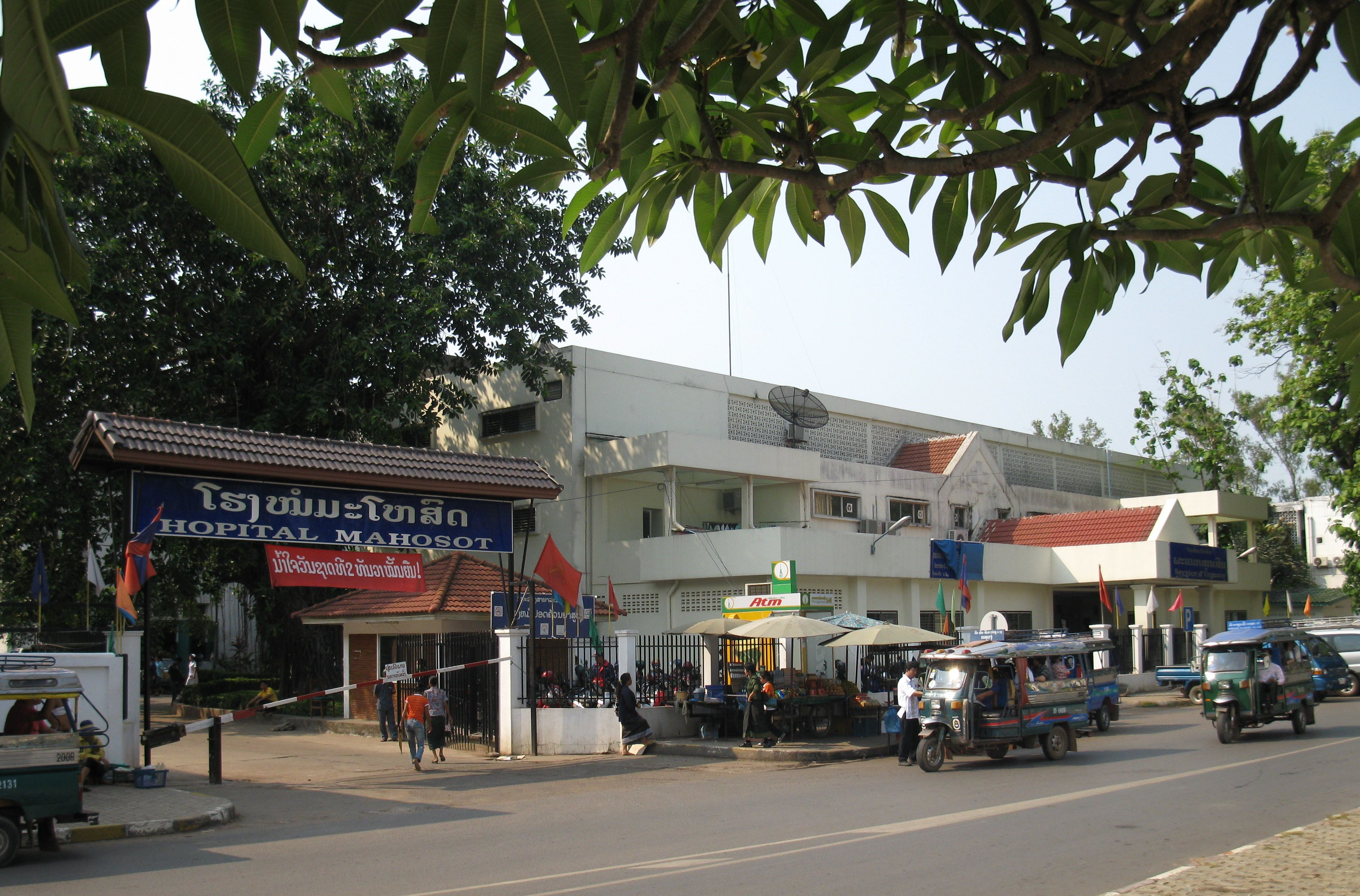
マホソット病院
この病院は首都ヴィエンチャンに在る

#### 衛生環境
ラオスの人口の大部分は農村部であることから、衛生への投資が困難となっている。
1990年には、改善された衛生設備を利用できる農村人口が僅か 8% にしか満たなかった。2014年に実施された世界銀行調査のデータによると、ラオスはユニセフとWHOの共同監視プログラムに基づく『水と衛生に関する「ミレニアム開発目標（MDG）」』の目標数値を達成しているが、2018年の時点では、同国人口の内 約190万人が改善された給水を利用できず、240万人が改善された衛生設備を利用できない状態となっている。

## 社会
黄金の三角地帯の一か所である点から、薬物犯罪に絡む問題が根深い面を残している。

## 治安
2023年04月17日時点で外務省は、「近年、首都ビエンチャン等の都市部を中心に、ひったくり、強盗、置き引き、侵入盗等の一般犯罪が多発しています。また、日本人が被害者となる空き巣、昏睡強盗、夜道でのひったくり事案も発生しています。また、2022年5月に、新型コロナウイルス防止対策によるラオスの入国制限が大幅に緩和されてから、日本人旅行者が被害者となるひったくりや睡眠薬強盗も発生していますので、注意が必要です。」としている。また、ラオスでは汚職が問題となっており、政府は汚職の抑制に努めてきているものの、2012年におけるトランスペアレンシー・インターナショナル（TI）の腐敗認識指数によれば、合計 176か国中160位にランクされている。

### 法執行機関
ラオス公安省が主体となっている。公安省の管轄下にあるラオス国家警察は、かつての王国時代に設立されたラオス王立警察が前身となっている。

### 人権
ラオス政府は、同国の少数民族であるモン族へ対し大量虐殺を行なったとして非難されている実情がある 。
NGOや人権活動家の報告によると、現地では個別の人権侵害事件が多数発生しているという。
一例としては、反体制的な政治的見解を表明したことによる投獄が国際人権団体によって大々的に報道されていた2人の元政府高官の不当な扱いを巡る事件が知られる。この人物らは3名で政府の政策に懸念を表明し、経済・政治改革を主張したとして1990年に逮捕されていた。
なお、元政府高官2人は2004年10月に釈放されているが、彼らと共に有罪判決を受けた3人目の反体制派の人物は1998年に獄中で死亡した。
また、1999年10月時点では、ラオス国内で平和的な経済、政治、社会の変革を求めるポスターを掲示しようとしたとして30人の若者が拘束された。その内5人は逮捕され、後に反逆罪で最長10年の懲役刑を言い渡されている。その後、1人は看守らの暴行により死亡し、1人は釈放された。生き残った3人は2009年10月までに釈放される筈であったが、行方不明の侭となっている。

#### 人身売買
2017年2月20日、裕福な中国人との偽りの結婚話で騙され、売春をさせられる女子高校生が増加していると地元メディアが報じた。以前より結婚や就職を隠れ蓑にしてタイへ少女を売る被害が報告されていたが、このタイルートに加え、近年は中国ルートが増加していることが人身売買を調査しているNGO団体職員により判明している。被害少女の多くは高校2、3年生が主体で、結婚のために学校を中退する。中国人は首都ヴィエンチャンを含むラオス全土で少女らに声をかけており、ラオス政府も事態を把握している。旧来から存在するタイルートでは役人への賄賂が常習化し、一つのビジネスとなっているが、中国ルートも同様になっている可能性が高い。ラオス国内の人身売買の実態は公式の調査が行われず、正確な被害数すら把握されておらず、人権団体の調査も政府機関の不透明な対応で妨害されがちであるという。

## メディア
ラオスの新聞は、英語新聞『ヴィエンチャン・タイムズ』(Vientiane Times) およびフランス語新聞『ル・レノヴァテュール』(Le Rénovateur) を含めて全て政府機関発行である。更に、公認通信社カオサン・パテート・ラオ (Khaosan Pathet Lao, Lao News Agency) が同名の英仏語版新聞を発行している。主なラーオ語新聞としては『パサション』(Pasaxon)、『ヴィエンチャン・マイ』(Vientiane Mai Newspaper) がある。
ラオスでは、ラオス国営ラジオ (Lao National Radio, LNR) の放送が中波、短波、FMにて行われている。テレビは、ラオス国営テレビ (Lao National Television, LNTV) が2つのチャンネルで放送されている。また、タイのテレビ放送を視聴している人も多い。
一方で国境なき記者団が発表している世界報道自由度ランキングの2009年版では、中華人民共和国に次いで低い169位に選ばれている。

### インターネット
メッセージのやり取りにはWhatsAppやLINEといった外国製アプリの利用者が多いが、ラオスの通信会社シリチャルーンサイと政府が共同開発した「LoudChat」（ラウドチャット）のサービスが2022年4月に始まった。言論への監視・統制が行なわれているが、SNSでは政府批判が投稿されることもある。

### 食文化

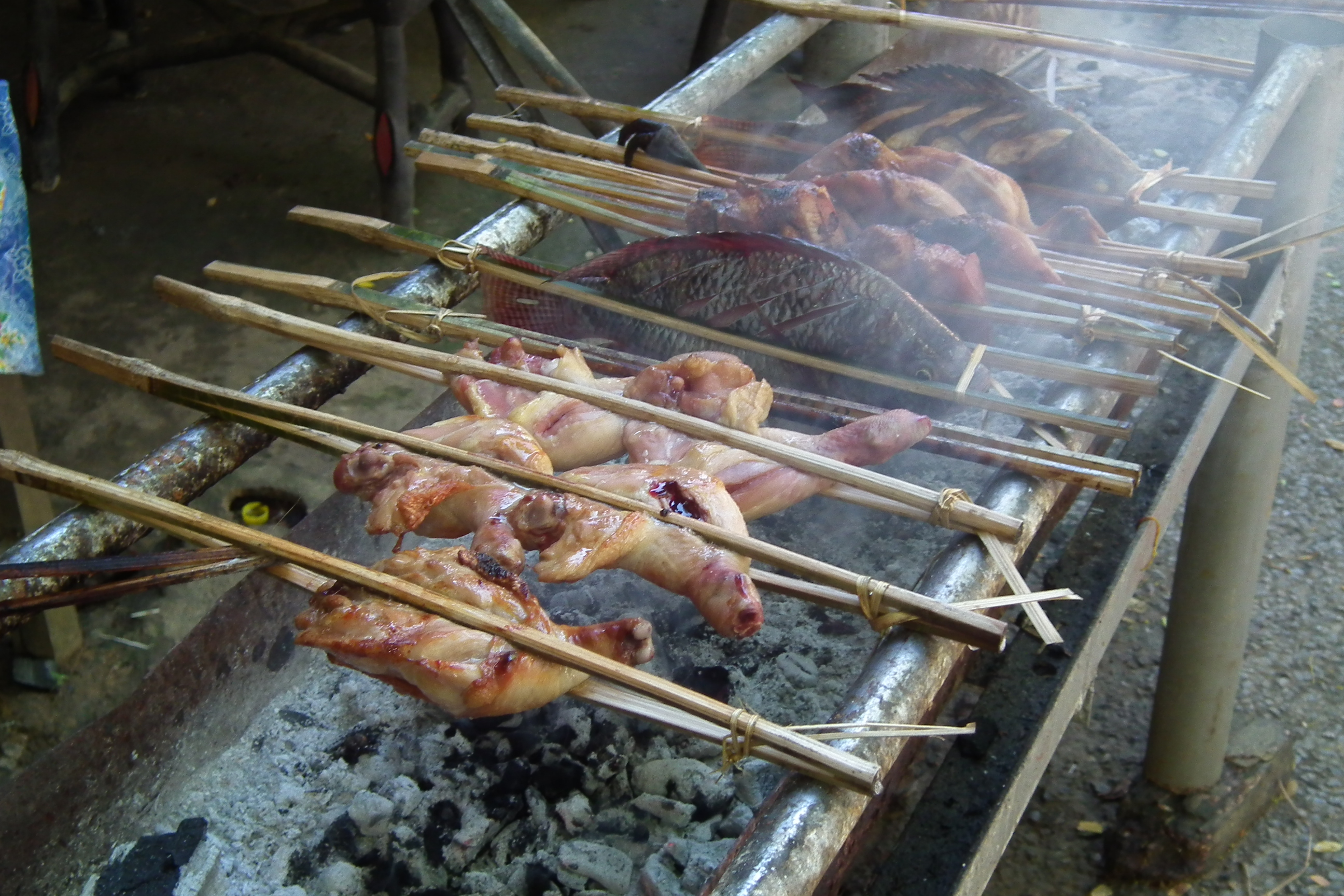
どの街でも屋台文化が盛んである。

## 文化

### 音楽
ラオスの音楽文化は、カンボジア音楽やベトナム音楽など近隣諸国の音楽文化と多くの類似点が存在する。特にタイ音楽との類似点が多いことが知られる。

### 被服・服飾

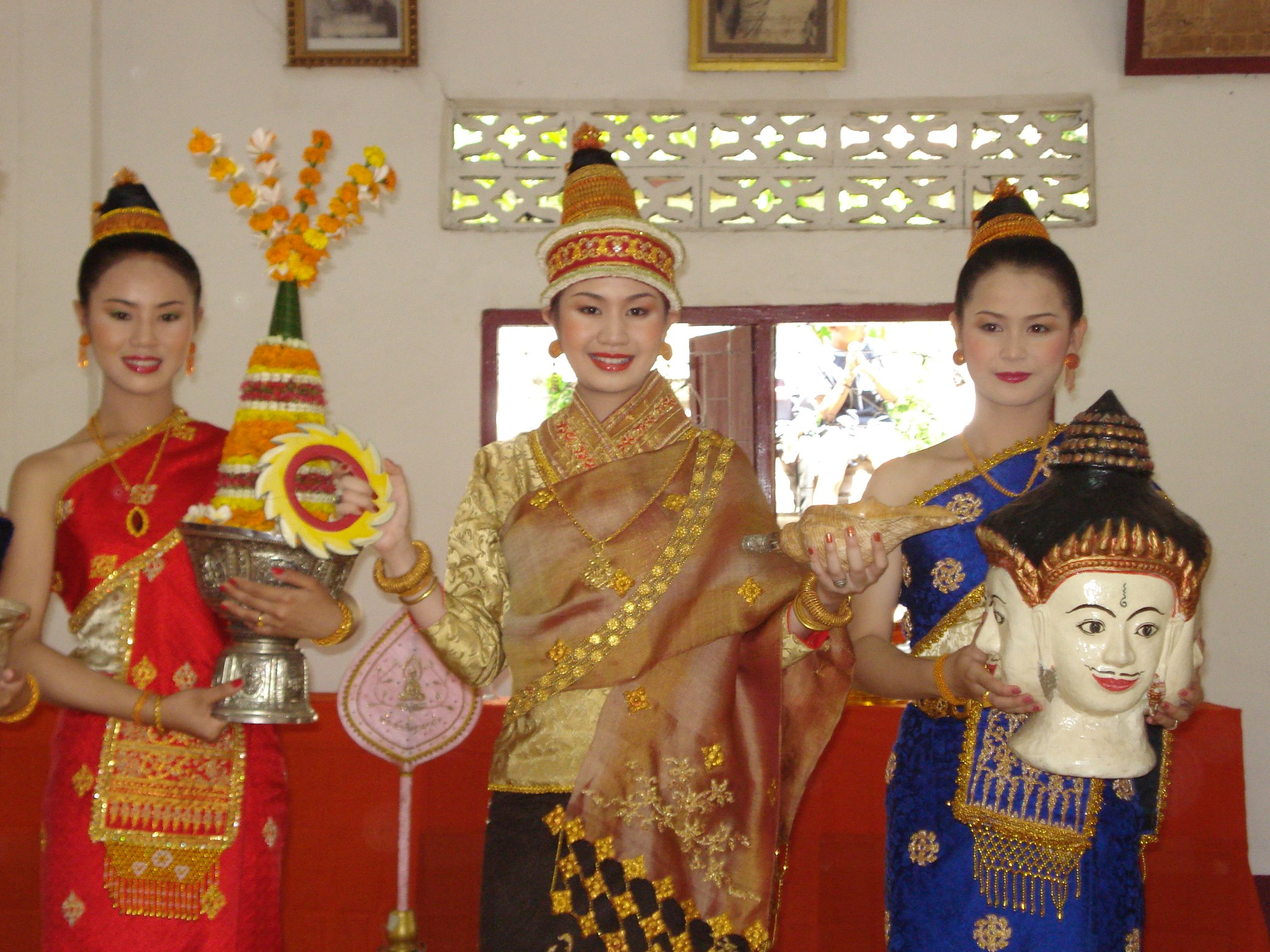
シュアウト・ラオを着たラオスの女性たち

一般的な伝統衣装にはシュアウト・ラオと呼ばれるものが存在する。シュアウト・ラオはラーオ語で「ラオスの衣装」を意味する、文字通りの名称である。ほかにはスアパットという漢服に似通った形状の衣装があり、この衣装は長袖の仕様となっている。

### 建築

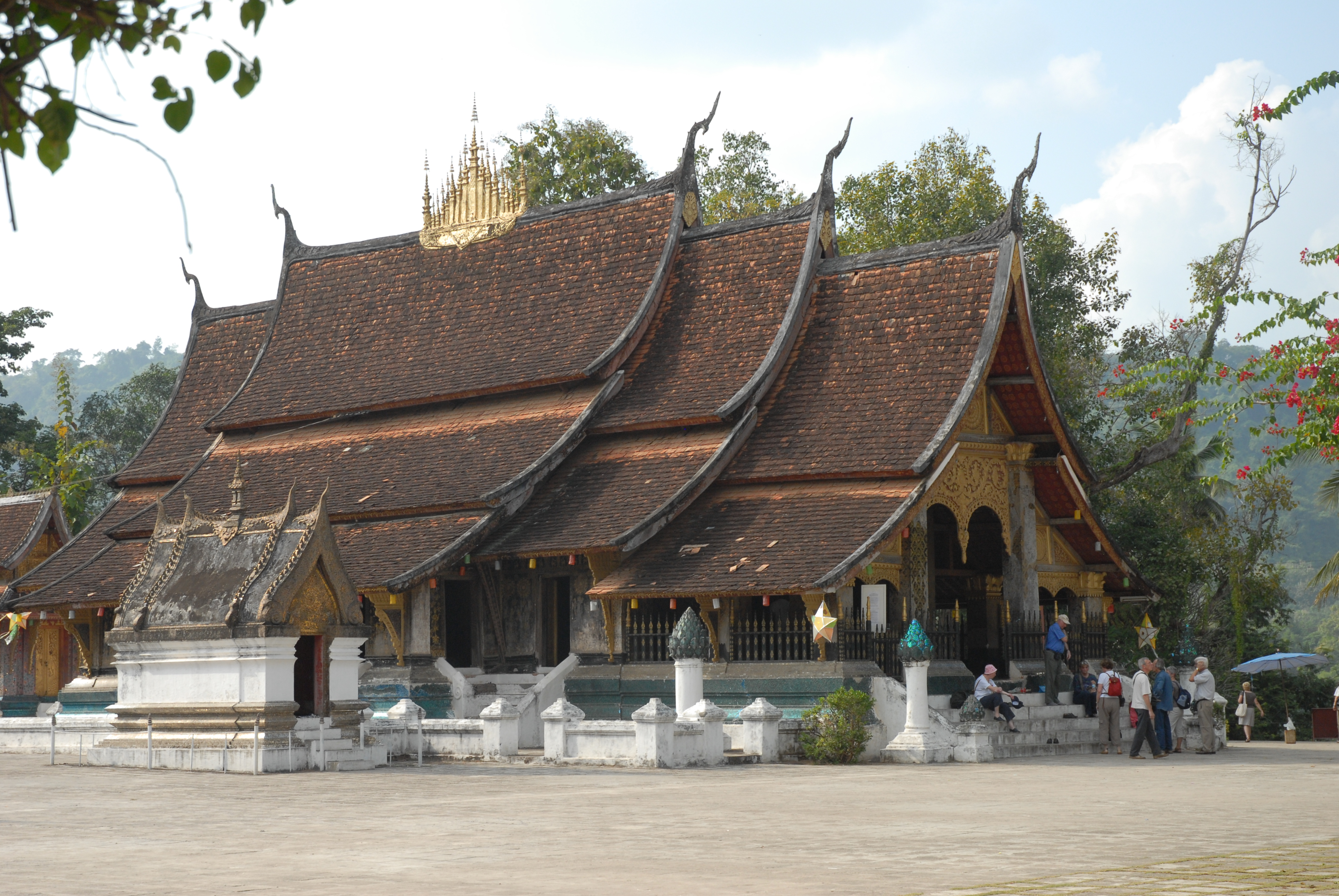
ワット・シェントーン
ルアンパバーン群に位置する仏教寺院の代表格となっている。

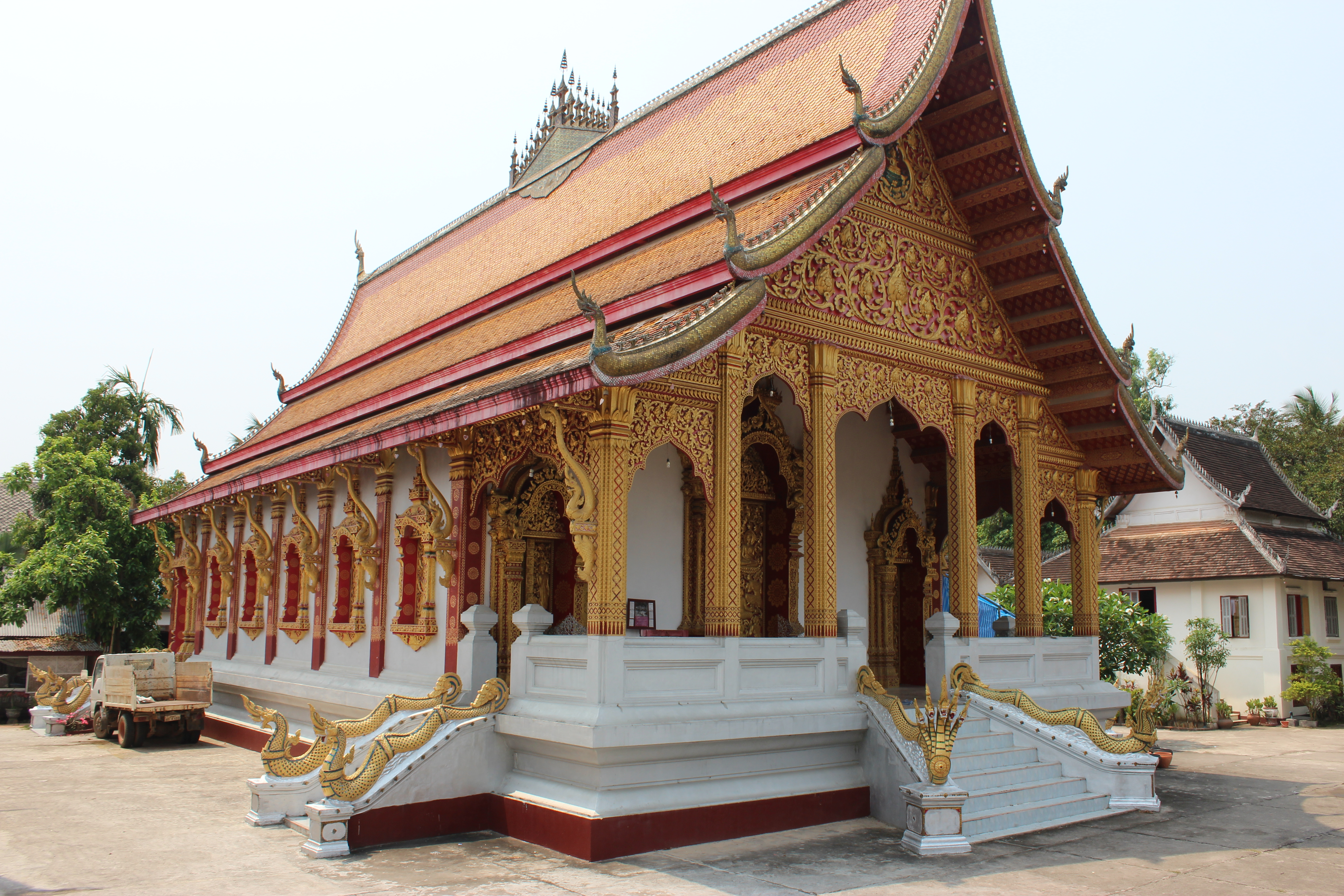
ワット・ノン・シクムンアン
ルアンパバーン群の仏教寺院の一つで、古くから残存する仏教建築の一部として知られる。

ラオスを代表する歴史的建築物には仏教寺院であるワット・シェントーンが知られている。

### 世界遺産
ラオス国内には、ユネスコの世界遺産リストに登録された文化遺産が3件存在する。
- ルアン・パバンの町 - （1995年）
- チャンパサック県の文化的景観にあるワット・プーと関連古代遺産群 - （2001年）
- シエンクワーン県ジャール平原の巨大石壺遺跡群 - （2019年）

### 祝祭日
| 日付           | 日本語表記                       | 現地語表記 | 備考                                                                                            |
| -------------- | -------------------------------- | ---------- | ----------------------------------------------------------------------------------------------- |
| 1月1日         | 新年                             |            |                                                                                                 |
| 1月20日        | 国軍記念日                       |            | ラオス人民革命軍設立記念日                                                                      |
| 2月9日         | マーカブーサー                   |            | 仏陀が死後のあり方を予言した日                                                                  |
| 3月8日         | 女性の日                         |            | 3月8日、国際女性の日                                                                            |
| 4月14日 - 16日 | ピーマイラーオ（ラオス正月）     |            |                                                                                                 |
| 5月1日         | 労働日                           |            | メーデー                                                                                        |
| 5月8日         | ビサーカブーサー                 |            | 釈迦の誕生日                                                                                    |
| 6月1日         | 子供の日                         |            | 国際子どもの日、植樹の日                                                                        |
| 7月7日         | カオパンサー                     |            | 「雨安居入り」の儀式                                                                            |
| 8月15日        | 憲法記念日                       |            |                                                                                                 |
| 8月20日        | お盆                             |            |                                                                                                 |
| 9月4日         | ブン・カオサラック               |            | 先祖供養                                                                                        |
| 10月4日        | オークパンサー                   |            | 「雨安居明け」の儀式                                                                            |
| 10月5日        | ボート祭り                       |            |                                                                                                 |
| 10月7日        | 教師の日                         |            | 国際教師の日は10月5日                                                                           |
| 10月12日       | 独立宣言記念日                   |            |                                                                                                 |
| 11月2日        | タート・ルアン祭り               |            | 「タート」は「塔」、「ルアン」は「大きい」の意味で、 首都ヴィエンチャンにある黄金の仏塔のこと。 |
| 12月2日        | 建国記念日                       |            | ナショナルデーとして国民の休日                                                                  |
| 12月13日       | カイソーン・ポムウィハーン誕生日 |            | ラオス人民民主共和国成立の功労者                                                                |

### スポーツ
ラオスには「ムエラオ」と呼ばれる伝統的な格闘技が存在する。
ムエラオはタイのムエタイやカンボジアのクン・クメールの原型とされている。
オリンピック
サッカー
ラオス国内ではサッカーが圧倒的に1番人気のスポーツとなっている。1990年にサッカーリーグのラオス・リーグが創設され、2013年にプロ化された。ペプシコーラがリーグに協賛しており、「ペプシ・ラオ・リーグ1」と呼ばれている。ラオスサッカー連盟（LFF）によって構成されるサッカーラオス代表は、これまでFIFAワールドカップやAFCアジアカップには未出場である。東南アジアサッカー選手権には12度出場しているが、全大会でグループリーグ敗退となっている。